# Una boccata d'aria (film)
Una boccata d'aria è un film del 2022 diretto da Alessio Lauria.

## Trama
A causa di problemi economici, Salvo rischia di perdere la pizzeria Il Gelso che gestisce a Milano. Suo padre è morto di recente. Il figlio Enzo non vuole seguire le orme paterne e vuole fare il tecnico del suono. Dopo un fallito tentativo di saldare i debiti chiedendo del denaro agli strozzini, Salvo ha un sogno premonitore a seguito di un incidente in monopattino, in cui il padre lo definisce "una cosa inutile" come quando era in vita. Decide così di tornare in Sicilia per l'eredità.
Il notaio, suo vecchio amico, apre il testamento senza il fratello Lillo, rivelando che Salvo possiede il 50% del casale di famiglia. Intenzionato a venderlo per saldare i debiti, incontra il sindaco, interessato all'acquisto, che gli propone di convincere Lillo a cedere la sua parte. Salvo viene raggiunto dalla moglie Teresa, la figlia Emma e il figlio Enzo, che ignoravano l'esistenza di Lillo. Teresa è gelosa di Carmela, una donna di cui Salvo era invaghito in passato e che aveva posato come ragazza copertina per un vecchio disco inciso in napoletano da lui. Carmela ha un figlio, Fofò, che inizialmente crede di essere figlio di Salvo. Nel frattempo Salvo scopre che la figlia Emma aspetta un figlio. Enzo, dopo un rifiuto da una casa discografica, mixa il vecchio brano del padre.
Lillo, ormai affezionato alla famiglia di Salvo, lo mette alla prova fingendo di aver accettato la proposta del sindaco. Un flashback rivela che i due fratelli volevano aprire insieme una pizzeria nel casale, ma il padre era contrario; Lillo voleva scappare di casa con Salvo, ma Salvo lo abbandonò alla prima difficoltà. Salvo scopre che il sindaco vuole demolire il casale per costruire un campo da calcio, così finge di sottoscrivere il contratto già firmato dal fratello, ma al posto della firma scrive un insulto in siciliano: "suca".
Salvo rivela tutto al fratello e decide di restare in Sicilia con la sua famiglia, vendere la pizzeria di Milano e aprire una pizzeria tutti insieme nel casale. Enzo sceglie di lavorare con loro, ma vuole tentare anche la carriera di tecnico del suono. Lillo trova il coraggio di dichiararsi a Carmela, scoprendo che quest'ultima ricambia i suoi sentimenti.

## Distribuzione
Il film è stato distribuito nelle sale cinematografiche italiane dal 7 luglio 2022.

## Accoglienza
In Italia il film ha incassato in tutto solo 89.500 euro rivelandosi un flop.